# Brežđe
Brežđe (izvirno srbsko Брежђе) je naselje v Srbiji, ki upravno spada pod Občino Mionica; slednja pa je del Kolubarskega upravnega okraja.
- Brežđe - panorama
- Brežđe - panorama
- Brežđe - panorama
- Brežđe - panorama
- Brežđe - panorama
- Brežđe - panorama

## Demografija
V naselju, katerega izvirno (srbsko-cirilično) ime je Брежђе, živi 479 polnoletnih prebivalcev, pri čemer je njihova povprečna starost 45,5 let (44,4 pri moških in 46,6 pri ženskah). Naselje ima 178 gospodinjstev, pri čemer je povprečno število članov na gospodinjstvo 3,21.
To naselje je, glede na rezultate popisa iz leta 2002, večinoma srbsko, a v času zadnjih treh popisov je opazno zmanjšanje števila prebivalcev.
|  |

| Demografija | Demografija     | Demografija     |
| Leto        | Št. prebivalcev | Št. prebivalcev |
| ----------- | --------------- | --------------- |
|             |                 |                 |
|             |                 |                 |
|             |                 |                 |
|             |                 |                 |
| 1948        | 953             |                 |
| 1953        | 1013            |                 |
| 1961        | 969             |                 |
| 1971        | 874             |                 |
| 1981        | 806             |                 |
| 1991        | 624             | 618             |
| 2002        | 575             | 572             |
|             |                 |                 |

| Etnična sestava po popisu iz leta 2002 | Etnična sestava po popisu iz leta 2002 | Etnična sestava po popisu iz leta 2002 | Etnična sestava po popisu iz leta 2002 | Etnična sestava po popisu iz leta 2002 |
| -------------------------------------- | -------------------------------------- | -------------------------------------- | -------------------------------------- | -------------------------------------- |
| Srbi                                   | Srbi                                   |                                        | 571                                    | 99,82%                                 |
| Hrvati                                 | Hrvati                                 |                                        | 1                                      | 0,17%                                  |
| Neznano                                | Neznano                                |                                        | 0                                      | 0,0%                                   |